# سينثيا إل. ماهوني
سينثيا إل. ماهوني (بالإنجليزية: Cynthia L. Mahoney)‏ هي قسيسة وراهبة أمريكية، ولدت في 15 نوفمبر 1951 في كامدن في الولايات المتحدة، وتوفيت في 1 نوفمبر 2006 في أيكن في الولايات المتحدة.